# Livingstone-repülőkutya
A Livingstone-repülőkutya (Pteropus livingstonii) az emlősök (Mammalia) osztályának a denevérek (Chiroptera) rendjébe, ezen belül a nagydenevérek (Megachiroptera) alrendjébe és a repülőkutyafélék (Pteropodidae) családjába tartozó nagy méretű faj.

## Előfordulása
Ez a faj kizárólag az Afrika közelében lévő Comore-szigeteken él.

## Megjelenése
Szárnyfesztávolsága 140 centiméter, testtömege 700 gramm. A nagyobb termetű repülőkutyák közé tartozik. Szőrzete nagyon sötétbarna, majdnem fekete színű. Jellemző tulajdonsága piros szemei.

## Életmódja
A trópusi esőerdők lakója, a nappalt annak lombkoronaszintjén tölti. Alkonyatkor válik aktívvá, este felkeresi a gyümölcstermű fákat. Reggelre visszatér alvófájához, ahol denevér módra lógva piheni ki az este fáradalmait.
Mint minden  repülőkutya, ez a faj is gyümölcsökkel és nektárral táplálkozik . A nektár fogyasztásával a beporzásban is kiveszi a részét, sőt, a trópusi esőerdők életében ezzel legalább olyan fontos szerepet játszik, mint a rovarok és a madarak.
Bár több repülőkutyafaj hatalmas, akár többezres csoportokat is alkothat, a Livingstone-repülőkutyák kisebb csapatokban élnek. Este 3-4-en mozognak és táplálkoznak együtt. Elég hangosak, a pihenőhelyük a visításuktól, rikoltozásuktól és sikolyuktól hangos. A hím emellett csiripelésre emlékeztető hanggal próbál udvarolni a nőstényeknek.

## Szaporodása
A 4-5 hónapnyi vemhesség után megszülető kis repülőkutya denevér módra kapaszkodva nevelkedik anyja oltalmában. Az első pár héten folyamatosan anyján csüng, még repülés közben is rajta utazik. Később az anya már egyedül is otthon tudja hagyni. 3-6 hónapos koruk között válnak függetlenné a fiatalok.

## Rokonai

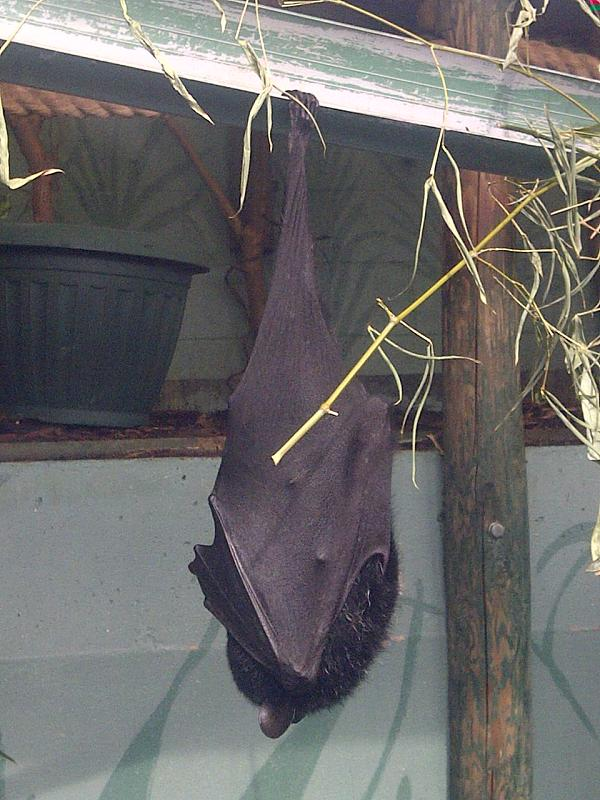
Szundikáló Livingstone-repülőkutya a bristoli állatkertben

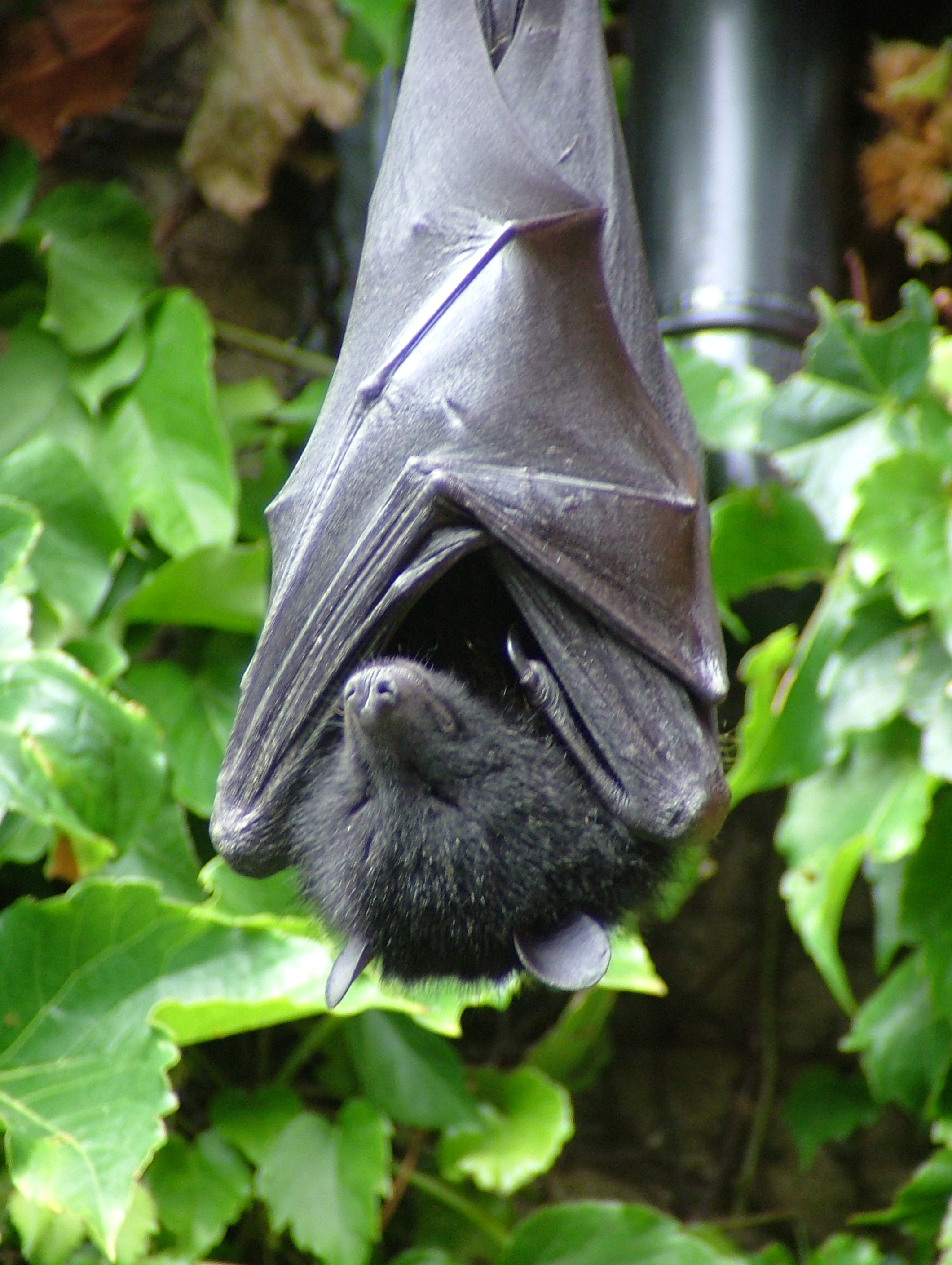
Livingstone-repülőkutya a bristoli állatkertben

A Livingstone-repülőkutya a Pteropus nemen belül a Pteropus livingstonii fajcsoport tagja. Három legközelebbi rokona az Aru-szigeteki repülőkutya (Pteropus aruensis), a Kai-szigeteki repülőkutya (Pteropus keyensis) és a feketeszakállú repülőkutya (Pteropus melanopogon) tőle jelentős földrajzi távolságban Indonéziában Új-Guinea szigetéhez közel élnek.

## Természetvédelmi helyzete
A kipusztulás szélén álló, veszélyeztetett faj, mindössze 1200 egyede él vadon, főleg Anjouan szigetén, kevesebben Mohéli szigeten. A fő veszélyt az élőhelyének pusztulása jelenti, a szigeteken a trópusi esőerdők 95%-át már kiirtották. A maradék erdőfoltok – ahol még megmaradtak a repülőkutyák – sérülékenyebbekké váltak a trópusi viharokkal szemben. A faj megmentésében a helyi erőfeszítések mellett az angol Jersey Állatkert is tevékeny szerepet vállalt és vállal. Az ott sikeresen szaporított állományból került a Bristoli Állatkertben is egy csapat.